# Henning Carlsen
Henning Carlsen (Aalborg, 4 de junio de 1927 - Copenhague, 30 de mayo de 2014) fue un director de cine, guionista y productor danés, conocido por sus documentales y por sus contribuciones al estilo del cinéma vérité. Su drama realista de 1966 Sult ganó el premio Bodil al mejor film danés, premio que repitió al siguiente año con su comedia People Meet and Sweet Music Fills the Heart. Trabajando bajo el sello de su propia productora desde 1960, Carlsen dirigió más de 25 películas, 19 de las cuales 
el mismo escribió el guion.

## Carrera
En 1948, Carlsen se convirtió en asistente de dirección de Minerva Film, donde obtuvo la experiencia necesaria. Trabajó en Minerva hasta 1953, cuando pasó a Nordisk Film. Carlsen comenzó escribiendo y dirigiendo cortos documentales y películas de la industria, y con estos antecedentes, se adentró en la producción del estilo cinema verite. Su trilogía documental, De Gamle ('1961), Familiebilleder (1964) and Ung (1965), creó un retrato clásico de la Dinamarca de los sesenta cuando la nación revolucionó y se transformó en una sociedad de bienestar moderna Se notó especialmente la técnica de edición rítmica de Carlsen en "De Gamle", que produjo un retrato lírico de jubilados sin necesida de comentario alguno.
En 1962, Carlsen continuó adentrándose en el estilo cinema verite con su primer largometraje: el duro drama social  Dilemma. Basado en la novela de 1958 de Nadine Gordimer sobre el apartheid, la película se filmó de forma encubierta en un lugar de Sudáfrica mediante el uso de una cámara oculta por parte de Carlsen. Siguió esta línea con el drama de 1966 Sult basada en la novela autobiográfica del autor noruego Knut Hamsun. Con su marcado enfoque en una vida de pobreza y desesperación, la película se considera una obra maestra del realismo social y es una de las diez películas enumeradas en el Canon Cultural Danés por el Ministerio danés de Cultura.
Al año siguiente, Carlsen cambió sus dramas realistas por la comedia  People Meet y Sweet Music Fills the Heart  ( Mennesker mødes og sød musik opstår i hjertet ) basada en el trabajo de Jens August Schade. Durante su carrera, Carlsen mantuvo el interés por las comedias populares con películas como  Oh, to Be on the Bandwagon!  ( Man sku være noget ved musikken ), en colaboración con Benny Andersen, y  Me pregunto quién te besará ahora . En 1967, Carlsen volvió al mismo formato de realismo social que utilizó en  Sult  con el drama We Are All Demons ( Klaubauterman ), una historia basada en una novela de Axel Sandemose.
En 1986, Carlsen filmó la producción internacional Lobo salvaje (Oviri), protagonizada por Donald Sutherland. También dirigió tanto para teatro como para televisión. Desde 1966, Carlsen fue profesor y miembro del consejo asesor de la Escuela Nacional de Cine de Dinamarca. En 2006, Carlsen recibió el premio Cine de Oro a toda una carrera en el Festival de Cine de Copenhague.

## Libros
Carlsen escribió dos libros. El primero, Mit livs fortrængninger es una autobiogra´fia publicada en 1998. Flyvske billeder fue su segundo libro donde cuenta la historia de la dirección del cine vista desde la perspectiva del desarrollo humano.

## Vida personal
Carlsen Henning se casó por primera vez con Hjørdis Wirth Jensen. En 1975 se casó por segunda vez con la consultora cinematográfica Else Heidary. Murió a la edad de 86 años el 30 de mayo de 2014.

## Filmografía
| Título en España                            | Título original                               | Año  |
| ------------------------------------------- | --------------------------------------------- | ---- |
| Dukkestuen                                  | Dukkestuen                                    | 1950 |
| Civilforsvaret                              | Civilforsvaret                                | 1950 |
| Cyklisten                                   | Cyklisten                                     | 1958 |
| Et Knudeproblem                             | Et Knudeproblem                               | 1959 |
| Souvenirs from Sweden                       | Souvenirs from Sweden                         | 1960 |
| De Gamle                                    | De Gamle                                      | 1961 |
| Dilemma                                     | A World of Strangers                          | 1962 |
| Hvad med os?                                | Hvad med os?                                  | 1963 |
| Familebilleder                              | Familebilleder                                | 1965 |
| Ung                                         | Ung                                           | 1965 |
| Kattorna                                    | The Cats                                      | 1965 |
| Sult                                        | Hunger                                        | 1966 |
| People Meet and Sweet Music Fills the Heart | Mennesker mødes og sød musik opstår i hjertet | 1967 |
| We Are All Demons                           | Klabautermannen                               | 1969 |
| Er i bange?                                 | Er i bange?                                   | 1971 |
| Man sku være noget ved musikken             | Man sku være noget ved musikken               | 1972 |
| Da Svante forsvandt                         | Da Svante forsvandt                           | 1975 |
| Un divorce heureux                          | Un divorce heureux                            | 1975 |
| Hør, var der ikke en som lo?                | Hør, var der ikke en som lo?                  | 1978 |
| Pengene eller livet                         | Pengene eller livet                           | 1982 |
| Lobo salvaje                                | Oviri                                         | 1986 |
| Dos plumas verdes                           | Pan                                           | 1995 |
| I Wonder Who's Kissing You Now              | I Wonder Who's Kissing You Now                | 1998 |
| Springet                                    | Springet                                      | 2005 |
| Memoria de mis putas tristes                | Memoria de mis putas tristes                  | 2012 |